# 巾帼鸟属
巾帼鸟属（学名：Jinguofortis）为巾帼鸟科的一个属，生存於早白堊世的中國東北部。该属包含一模式种：迷惑巾帼鸟（Jinguofortis perplexus），化石出土于中国河北省。

## 形态
迷惑巾帼鸟混合了许多鸟类与恐龙的特征，其已经失去了像暴龙等恐龙或始祖鸟等早期鸟类身上的长尾骨，但是缩短的尾巴又尚未发展出现代飞行鸟类的扇形尾羽。

## 下属物种
本属包括以下物种：
- 迷惑巾帼鸟 Jinguofortis perplexus Wang, Stidham & Zhou, 2018[3]
[4]